# Burni Jerik Terbang
Burni Jerik Terbang är ett berg i Indonesien.   Det ligger i provinsen Aceh, i den västra delen av landet, 1 600 km nordväst om huvudstaden Jakarta. Toppen på Burni Jerik Terbang är 880 meter över havet.
Terrängen runt Burni Jerik Terbang är kuperad åt nordväst, men åt sydost är den bergig.Runt Burni Jerik Terbang är det mycket glesbefolkat, med 2 invånare per kvadratkilometer. I omgivningarna runt Burni Jerik Terbang växer i huvudsak städsegrön lövskog.